# 芸備日日新聞
芸備日日新聞（げいびにちにちしんぶん、題字は藝備日日新聞）は、かつて日本の広島県広島市に存在した新聞である。この項目では、発行会社および前身紙についても記述する。

## 概要
現在広島に本社を置く中国新聞（中国新聞社）の傍系の一つで、明治時代は中国新聞のシェアを上回っていた。

### 創刊以前
広島では明治時代以降新聞が発刊されたが、長らく定着した物は無かった。
1879年（明治12年）7月8日に、坪村梅坪ら数名が広島初の日刊紙「広島日報」を発刊。1881年（明治14年）7月1日に「広島日報」は同進社発行となり、これまでの発刊番号583号を引き継ぐ形で発行を継続した。しかし、1882年（明治15年）4月6日に発生した板垣退助の岐阜事件報道の内容に問題があった為、1882年（明治15年）5月4日に紙齢801号で販売禁止にされた。
発刊禁止された同進社が、1882年（明治15年）9月1日に発刊したのが「芸備日報」であり、それが「芸備日日新聞」のルーツになった。1884年（明治17年）12月に、団体社員の宇品港（現在の広島港）建設の登用。また士族授産の目的も一段落付き、経営が困難であった事より「芸備日報」は一度廃刊した。
同進社は士族授産団体で、宇品港建設の時には立憲帝政党の御用紙的な役割を果たした。
1886年（明治19年）2月に同進社は、再び「芸備日報」を発刊。しかし、発行部数・広告共に少なかった為、経営が成り立たない事から、新聞事業は授産所の会計と独立した形に改められ、芸備日報社に事業譲渡した。
分社化後に、時の伊藤博文内閣が、新聞を通じて県の令達公布を認めたので、官公吏も新聞購読する様になった事で、以前の500-600部から1500-1600部に部数増加した。しかし、大体は国権主義的傾向だが条約改正論者も居たことで足並みが揃わず、それらの理由から、経営は困難になっていた。
そのことから、新聞の販売を早速社に委任。広告料も30円で売りつけた事で、芸備日報社は執筆のみを行い、売上額に応じた新聞代及び広告料を受け取るのみになっていた。
1888年（明治21年）に、芸備日報社の早速社への負債600円を同進社が支払い、再び「芸備日報」は同進社が発行する事になった。その時の意図として、政府の有力者が条約改正する為、機関誌として「芸備日報」を買収する計画があったと言われている。しかし、井上馨外務大臣が辞職。予定が白紙になった。
その後も経営の目処が立たず、1888年（明治21年）6月30日に芸備日報社を債権者の早速社の早速勝三に引き渡した。

### 創刊
1888年（明治21年）7月1日の701号から以前の紙齢を引き継ぎ、大手町一丁目（現在の広島市中区大手町）にあった早速社より、題名を「芸備日日新聞」に改め発売開始した。同日に、芸備日報社を芸備日日新聞社に改めた。
社主の早速勝三は、早速社当初の代書業より書籍販売業に移行。「芸備日日新聞」の経営も握った。その他の事業として、製炭業や瀬戸内海内の廻船問屋、時計販売など運営していた。また、宮島連絡船の創業もしている。
早速勝三は、これまでの士族の商売を改め、販売の区域を拡大。事業として成立する様にした。当初は、同進社の設備で印刷していた物を、1889年（明治22年）2月19日に自前の蒸気機関による印刷設備を整備。本社を大手町二丁目に移転した。
会社には、前の会社のメンバーの他に、中山整爾らが入社。後に早速勝三の養子になり早速整爾に名を改めて、1889年（明治22年）12月に社長及び主筆になった。後に地方議員、衆議院議員、加藤高明内閣時代に農林水産大臣に、第1次若槻内閣時代に大蔵大臣になっている。
1895年（明治28年）当時の内務省調べでは、発行部数56000部。全国での部数ランキングでも、大阪朝日新聞・中央新聞・大阪毎日新聞・萬朝報に次ぐ5位だった。また、当時の中国新聞は1000部強程度であり、発行部数には相当の差があった。
当時の新聞社は、「中性不偏・独立不羈」と表向きで謳ってはいたが、実態として政府寄り、又は政党寄りと分かれていた。芸備日日新聞は当初は政府寄りだったが、早速勝三が経営の実権を握ってからは立憲改進党→進歩党→憲政党→憲政会→立憲民政党系と明治時代は野党系で、中国新聞の立憲政友会系と政府寄りで、激しく対立していた。そのことで、選挙では紙面上で火花を散らす事もあった。
選挙では、芸備日日新聞が6戦4勝と強かった。芸備日日新聞が早速整爾を押すのに対して、中国新聞は串本康三を押した。1920年（大正9年）の総選挙で早速整爾が勝ち、政界内での地位を高めていったが、新聞紙間の争いは劣勢になっていた。

### 没落
大正時代初期には、中国新聞と互角の部数になってはいたが、全国的な知名度に関しては、まだ芸備日日新聞が勝っていた。
1920年（大正9年）の総選挙後に、中国新聞は政党と絶縁。それに対して芸備日日新聞は、政党機関紙の性格から脱却できなかった。その事が、明治時代にはある程度の差が有った両紙が、大正時代初期には射程圏内に、1920年（大正9年）以降は中国新聞に引き離されていった。
1927年（昭和2年）12月現在の広島県下の販売部数について、芸備日日新聞の20000部に対して、中国新聞は50400部。さらに系列紙の呉日日新聞が15000部。中国新聞・尾道号外と中国新聞・福山号外がそれぞれ5000部ずつと、芸備日日新聞の勢力は完全に落ちていた。
1918年（大正7年）11月6日に社長の早速勝三死後は、早速整爾が社長を引き継ぎ、1919年（大正8年）8月に、個人経営の早速社を芸備日日新聞社に改めた。
しかし、1920年（大正9年）に主筆前田三遊が、広島毎日新聞社の社長兼主筆として引き抜き。1925年（大正14年）に編集長西川芳渓の死。さらには1926年（大正15年）9月13日の早速整爾の死で、経営は急速に悪化していった。
大正時代末期から昭和時代にかけて、経営再建の為に1926年（大正15年）には資本金を50万円に増資、1929年（昭和4年）3月に当時の最新式の色刷輪転機の購入、各種イベントの開催、山口県徳山市での姉妹紙「周防日報」創刊計画など積極策をとったが、改善されずに、1931年（昭和6年）4月新聞事業の営業権は、新たに設置された合資会社早速社に譲渡された。当初の資本金は1万円で10万円へ資本増資を計画していたが、負債整理に失敗。芸備日日新聞社の土地及び建物を除く、発行権・販売権・機械設備などを担保にした債権問題で、藤田組（現在のフジタ）社長の藤田一郎と裁判沙汰になるなどした。
一部社員は経営を守る為に怠業運動を1年ほど続けたが、債権問題は藤田に債券を譲渡する事で和解。藤田の元で経営が続けられた。
1935年（昭和10年）4月には、中国新聞社から幹部が送られ、同年8月に株式会社芸備社を設立し経営権を移したが、経営は改善されずに、同年10月8日に藤田は、芸備日日新聞との関係を絶つと宣言。ついに、同年10月26日に中国新聞社に経営をゆだねる事になり、事実上中国新聞に吸収される事になった。
中国新聞の傘下になってからも、中国新聞は伝統がある芸備日日新聞の題号を尊重して、そのままの題号で販売継続された。
しかし、戦時体制移行による新聞統制により1941年（昭和16年）9月1日に、芸備日日新聞を呉市に移転した上で、中国新聞系の呉新聞と合併。株式会社芸備社の社名を、株式会社呉新聞社に変更。題号を呉新聞とした。これを以って、芸備日日新聞は消滅した。一県一紙政策の中で、中国新聞のみならず呉新聞が残された理由は、大日本帝国海軍軍都である呉市の治安維持の為に新聞確保の必要性があったからである。
紙齢に関しては芸備日日新聞を引き継いだが、その合併相手の呉新聞も1945年（昭和20年）8月1日に呉新聞社が中国新聞社に吸収され、会社が先行して統合。そして、紙面の方も1948年（昭和23年）11月3日に中国新聞と合併した。

## 購読料金
当時の紙面より確認。
- 1日分購入する時の料金（一部）
  - 1894年（明治27年）7月 - 1銭5厘
  - 1912年（明治45年）5月 - 2銭
  - 1917年（大正6年）10月 - 3銭

- 定期購読料金（一部）

| 時期                       | 1日    | 1ヶ月 | 3ヶ月   | 6ヶ月   |
| 1894年（明治27年）9月まで  | 1銭5厘 | 25銭  | -       | -       |
| 1894年（明治27年）10月以降 | 1銭5厘 | 30銭  | 85銭    | 1円65銭 |
| 時期不明                   | 1銭5厘 | 33銭  | 95銭    | 1円80銭 |
| 1912年（明治45年）5月      | 2銭    | 33銭  | 93銭    | 1円85銭 |
| 時期不明                   | 2銭    | 35銭  | 95銭    | 1円85銭 |
| 1917年（大正6年）1月       | 2銭    | 38銭  | 1円4銭  | 2円3銭  |
| 1917年（大正6年）10月      | 3銭    | 45銭  | 1円30銭 | 2円45銭 |

## 年表
- 1879年（明治12年）7月8日 - 広島初の日刊紙「広島日報」発刊
- 1881年（明治14年）7月1日 - 同進社が「広島日報」を引き継ぐ
- 1882年（明治15年）5月4日 - 岐阜事件の報道内容に問題が有った事で販売禁止
- 1882年（明治15年）9月1日 - 同進社が「芸備日報」を発刊。それが「芸備日日新聞」の始まりになる
- 1884年（明治17年）12月 - 「芸備日報」廃刊になる
- 1886年（明治19年）2月 - 同進社が、再び「芸備日報」を発刊する
- 時期不明 - 芸備日報社に事業譲渡
- 1888年（明治21年） - 再び、同進社からの発行になる
- 1888年（明治21年）6月30日 - 芸備日報社を早速勝三に引き渡す
- 1888年（明治21年）7月1日 - 早速社より題名を「芸備日日新聞」に改め発売開始
- 同日 - 芸備日報社を芸備日日新聞社に改める
- 1918年（大正7年）11月6日 - 社長の早速勝三死去
- 1919年（大正8年）8月 - 個人経営だった早速社を株式会社芸備日日新聞社に組織改正する
- 1920年（大正9年） - 主筆前田三遊が引き抜かれる
- 1925年（大正14年） - 編集長西川芳渓死去
- 1926年（大正15年）9月13日 - 社長の早速整爾死去
- 1931年（昭和6年）4月 - 営業権を新たに設立した合資会社早速社に譲渡
- 1931年（昭和6年） - 藤田組（現在のフジタ）社長の藤田一郎が実権を握る
- 1935年（昭和10年）4月 - 経営難により中国新聞社から人材が送られる
- 1935年（昭和10年）8月21日 - 営業権を新たに設立した株式会社芸備社に譲渡
- 1935年（昭和10年）10月8日 - 藤田一郎が、芸備日日新聞との関係を絶つと宣言
- 1935年（昭和10年）10月26日 - 中国新聞社に経営をゆだね、事実上の中国新聞傘下になる
- 1941年（昭和16年）9月1日 - 芸備日日新聞と呉新聞が合併して呉新聞になる
- 同日 - 芸備社と呉新聞社が合併して呉新聞社になる
- 1945年（昭和20年）8月1日 - 呉新聞社が中国新聞社に吸収される
- 1948年（昭和23年）11月3日 - 紙面も呉新聞が中国新聞に統合される

## 出身の主要人物
- 早速勝三 - 事実上の創業者
- 早速整爾 - 早速勝三の養子で、後に政治家になる
- 鶴襄 - 在籍経験有り。後に学校法人鶴学園を創設する
- 松重美人 - 末期の芸備日日新聞に入社。中国新聞に移籍後、広島原爆の記録写真を残す